# Rechtse Sector

Vlag van Rechtse Sector

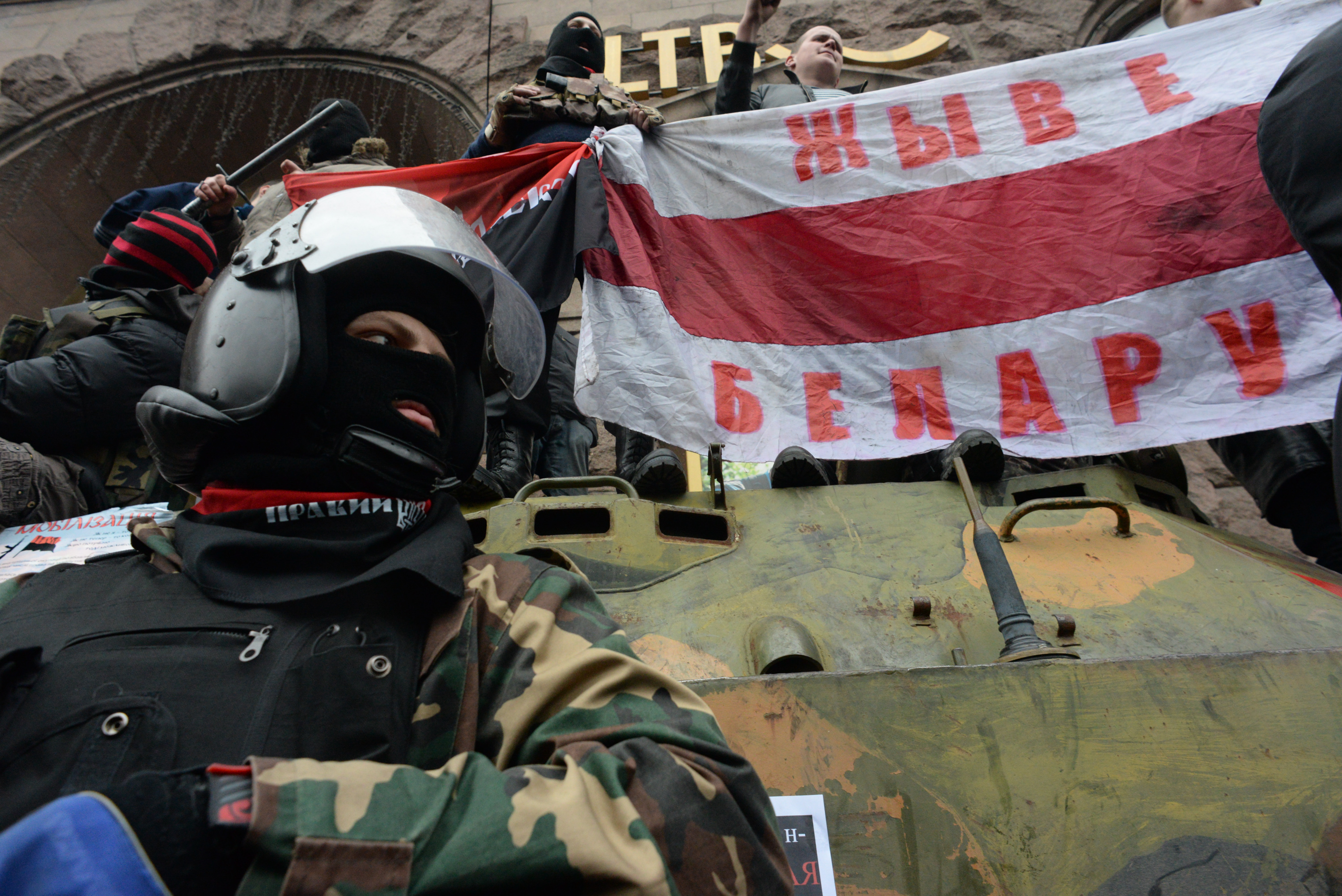
Activisten van Rechtse Sector op Euromaidan (22 februari 2014)

Rechtse Sector (Oekraïens: Правий сектор, Pravy sektor) is een Oekraïense nationalistische politieke partij die in november 2013 werd opgericht als een paramilitaire confederatie van diverse Oekraïense nationalistische bewegingen en partijen tijdens de Euromaidan-protesten en Maidan-revolutie.
De oprichtende groeperingen waren Tryzub ("Drietand"), Oekraïens-Nationale Assemblee/Nationale Volkszelfverdediging (OeNA–OeNSO), Bily Molot (de Witte Hamer) en de Karpatische Sitsj. Bily Molot werd in maart 2014 uit de partij gezet.
Tot 11 november 2015 was Dmytro Jarosj de leider van de partij (tevens de leider van Tryzub). Hij deed namens Rechtse Sector mee aan de Oekraïense presidentsverkiezingen in 2014 en kreeg 0,7% van de stemmen. Hij werd in oktober 2014 verkozen als parlementslid in de Verchovna Rada.
De partij heeft zo'n 10.000 leden, van wie velen vochten aan de Oekraïense zijde in de Oorlog in Oost-Oekraïne.